# Analestesa persica
Analestesa persica là một loài bọ cánh cứng trong họ Cebrionidae. Loài này được Paulus miêu tả khoa học năm 1981.